# Marcinkowo (gmina w powiecie mrągowskim)
Marcinkowo – dawna gmina wiejska istniejąca w latach 1946–1954 w woj. olsztyńskim (dzisiejsze woj. warmińsko-mazurskie). Siedzibą władz gminy było początkowo Marcinkowo, a następnie Mrągowo.
Gmina Marcinkowo powstała po II wojnie światowej na terenie tzw. Ziem Odzyskanych. 28 czerwca 1946 roku jako jednostka administracyjna powiatu mrągowskiego gmina weszła w skład nowo utworzonego woj. olsztyńskiego. Według stanu z 1 lipca 1952 roku gmina była podzielona na 14 gromad: Bagienice, Bagienice Małe, Czerwonki, Gązwa, Grabowo, Karwie, Krzywe, Marcinkowo, Młynowo, Muntowo, Nowe Bagienice, Polska Wieś, Popowo Salęckie i Wólka Bagnowska.
Gmina została zniesiona 29 września 1954 roku wraz z reformą wprowadzającą gromady w miejsce gmin. Jednostki nie przywrócono 1 stycznia 1973 roku po reaktywowaniu gmin.
Nie mylić z pobliską (dawną) gminą Marcinkowo w powiecie olsztyńskim.